# Tàpsac
Tàpsac (en grec antic Θάψακος, en llatí Thapsacus) era una ciutat important de la riba dreta de l'Eufrates, que l'Antic Testament anomena Tifsah, on diu que era el límit oriental del regne de Salomó. Plini el Vell situa la ciutat dins els límits de la província romana de Síria i Claudi Ptolemeu a l'Aràbia Deserta. Era punt de passatge del riu Eufrates, un dels més importants, i el seu nom vol dir "creuar per damunt" en llengua semita antiga.
Per Tàpsac va creuar Cir el Jove, segons Xenofont, que la descriu com una ciutat gran i rica. També hi va passar Conó, segons Diodor de Sicília i més tard Darios III de Pèrsia quan anava a trobar-se amb l'exèrcit macedoni d'Alexandre el Gran a Cilícia i després un altre cop en la retirada que va seguir la desfeta d'Ipsos. També Alexandre va travessar el riu per la ciutat en persecució de Darios III. Sota els grecs es va dir Amfípolis segons Plini, i Seleucos Turmeda segons Esteve de Bizanci.
Estrabó, que menciona la ciutat amb freqüència, diu, sota l'autoritat d'Eratòstenes,que es trobava a uns 4.800 estadis de Babilònia i a uns 2.000 de Commagena. La ciutat no ha pogut ésser localitzada, però se suposa que era propera a l'actual Deir.